# Helēna Demakova

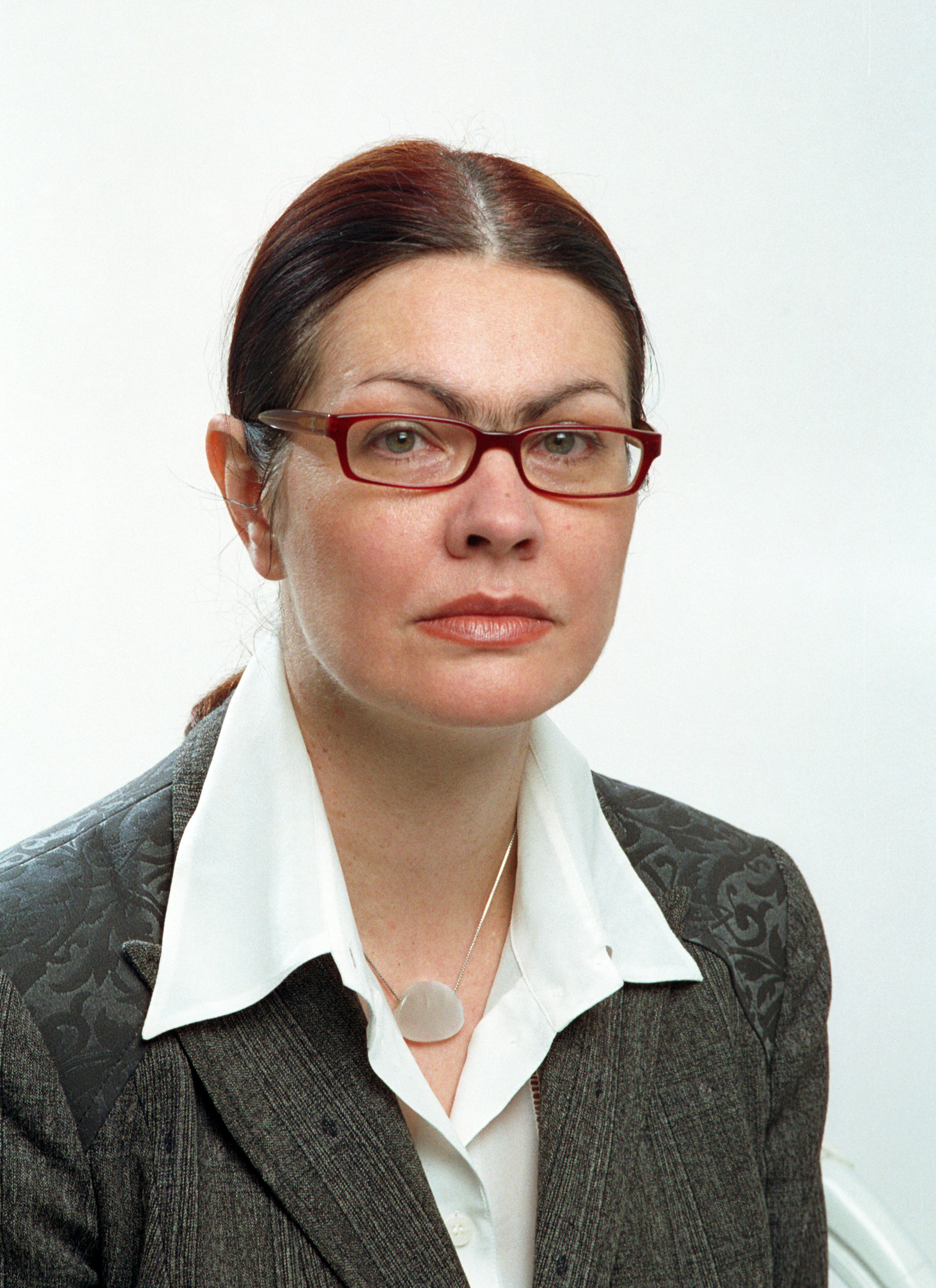
Helēna Demakova

Helēna Demakova (* 3. September 1959 in Riga, Lettische Sozialistische Sowjetrepublik, Sowjetunion) ist eine lettische Kunstwissenschaftlerin und Politikerin. Von 2004 bis 2009 hatte sie das Amt der lettischen Kulturministerin inne.

## Leben

### Ausbildung
Demakova wurde von 1978 bis 1982 privat von der Malerin Marina Ainbindere unterrichtet und schloss ein dreijähriges Vorbereitungskursprogramm an der Kunstakademie Lettlands ab. 1987 wurde ihr der Bachelorgrad von der Fakultät für Moderne Sprachen der Universität Lettlands verliehen, 2007 erhielt sie einen Master von der Lettischen Kulturakademie.

### Karriere
Ab 1990 begann Demakova damit, Ausstellungen zu kuratieren und realisierte ca. 40 lettische und internationale Ausstellungen. Bei ihrer Arbeit als Kuratorin liegt der Fokus vor allem auf zeitgenössischer Kunst aus Lettland und der Region der Ostsee, einschließlich der Sowjetära und Kunst im öffentlichen Raum.
Von 1998 bis 2002 war Demakova Abgeordnete im lettischen Parlament für die Tautas partija. Von 2004 bis 2009 diente sie als Kulturministerin Lettlands. Bereits kurz nach Amtsantritt hob sie die Bedeutung des Erhalts der lettischen Sprache, Geschichte und Kultur als nationale Identität des Landes hervor. Wegen gesundheitlicher Gründe (Osteomyelitis) legte sie ihr Amt 2009 nieder. Während ihrer Tätigkeit als Kulturministern war sie zweimal (2004 und 2007) kommissarische Außenministerin Lettlands.
Zu den bedeutenden Initiativen, die während Demakovas politischer Laufbahn ergriffen wurden, gehören der Ausbau der Technologie und der Infrastruktur in Lettland zur Förderung von Kultur und Kunst. In den späten 1990er Jahren sicherte Demakova Zuschüsse und Unterstützung für ein lettisches Bibliothekskonsortium, das jedoch nicht wie geplant umgesetzt werden konnte. Sie arbeitete jedoch weiter an einer Nationalbibliothek für das Land. Demakova war maßgeblich an den Anfängen des Neubaus der lettischen Nationalbibliothek (2008) beteiligt. Der Bau der Bibliothek wurde stark kritisiert, unter anderem versuchte Jaunais Laiks, die rechte Oppositionspartei, das Projekt zu stoppen. Demakova kämpfte besonders hart dafür, dass die Bibliothek gebaut wurde, und kritisierte sogar den lettischen Staatspräsidenten Valdis Zatlers scharf. Sie war auch am Start des Programms Mantojums 2018 (Kulturerbe 2018) beteiligt, das die Renovierung aller staatlichen Gebäude vorsah, die als Kulturdenkmäler dienten, am Beginn eines Programms zum Bau von Konzertsälen in regionalen Stadtzentren, das zur Eröffnung brandneuer Konzertsäle in den Städten Rēzekne (2013), Cēsis (2014) und Liepāja (2015) führte, sowie an der Leitung des Wettbewerbs für den Bau eines Denkmals zum Gedenken an die Opfer des sowjetischen Besatzungsregimes.
Demakova war auch an der Organisation mehrerer großer Kulturfestivals beteiligt, unter anderem Pārsteidzošā Latvija (Frankreich, 2005), Francijas pavasaris (Lettland, 2007), O! Vācija (Lettland, 2008), dem lettischen Kulturfestival in Russland (2007/2008) oder dem Russischen Kulturfestival in Lettland (2008).
Im Jahr 2005, während ihrer Amtszeit als Kulturministerin, unterzeichnete Demakova eine Vereinbarung mit der ABLV Bank über den Aufbau einer Kunstsammlung für das künftige lettische Museum für zeitgenössische Kunst; ebenfalls während ihrer Amtszeit als Kulturministerin wurde das Kammerorchester Sinfonietta Riga gegründet (2006). Außerdem wurde das Schriftsteller- und Übersetzerhaus in Ventspils eingerichtet (2006) und die Bill & Melinda Gates Foundation steuerte einen Zuschuss von 16. 2 Millionen US-Dollar für die Installation von Computern in den lettischen Stadtbibliotheken bei (2006). Weitere Projekte Demakovas war das Schaffen des lettischen Kulturkanons (2007); die Gründung des Museums von Romans Suta und Aleksandra Beļcova, das als Zweigstelle des Lettischen Nationalen Kunstmuseums eingeweiht wurde (2008); die staatliche Finanzierung von Kulturveranstaltungen in der Konzerthalle Spīķeri und dem kim? Zentrum für zeitgenössische Kunst, die sich beide im Spīķeri-Viertel in der Nähe des Rigaer Zentralmarktes befinden (2008); und der Wiederaufbau des Daile-Theaters in Riga.
Im Zuge der globalen Finanzkrise 2008 wurden die Projekte zum Bau einer neuen Konzerthalle in Riga und des Museums für zeitgenössische Kunst in Riga bis Mitte der 2010er Jahre ausgesetzt.

## Ehrungen
- Gloria-Artis-Medaille für kulturelle Verdienste (2005)
- Commandeur des Ordre des Arts et des Lettres (2007)
- Kommandeur des Drei-Sterne-Ordens (2014)

## Veröffentlichungen (Auswahl)
- Riga 800 Magic Flute / Rīgas astoņsimtgades Burvju flauta (Katalog der zeitgenössischen Kunst bei der 49. Venediger Biennale), Riga 2001.
- Different Conversations: Writings on Art and Culture / Citas sarunas: raksti par mākslu un kultūru, Riga 2002.
- They Wouldn’t Notice. Latvian Contemporary Art and the International Context / Nepamanīs. Latvijas laikmetīgā māksla un starptautiskais kontekst, Riga 2010.
- Patība. Personības ceļā uz laikmetīgo mākslu — Padomju Latvijas 60.–80. gadi, Riga 2011. (als Herausgeberin)